# 1741 en arts plastiques
| Années des arts plastiques : 1738 - 1739 - 1740 - 1741 - 1742 - 1743 - 1744    |
| Décennies des arts plastiques : 1710 - 1720 - 1730 - 1740 - 1750 - 1760 - 1770 |

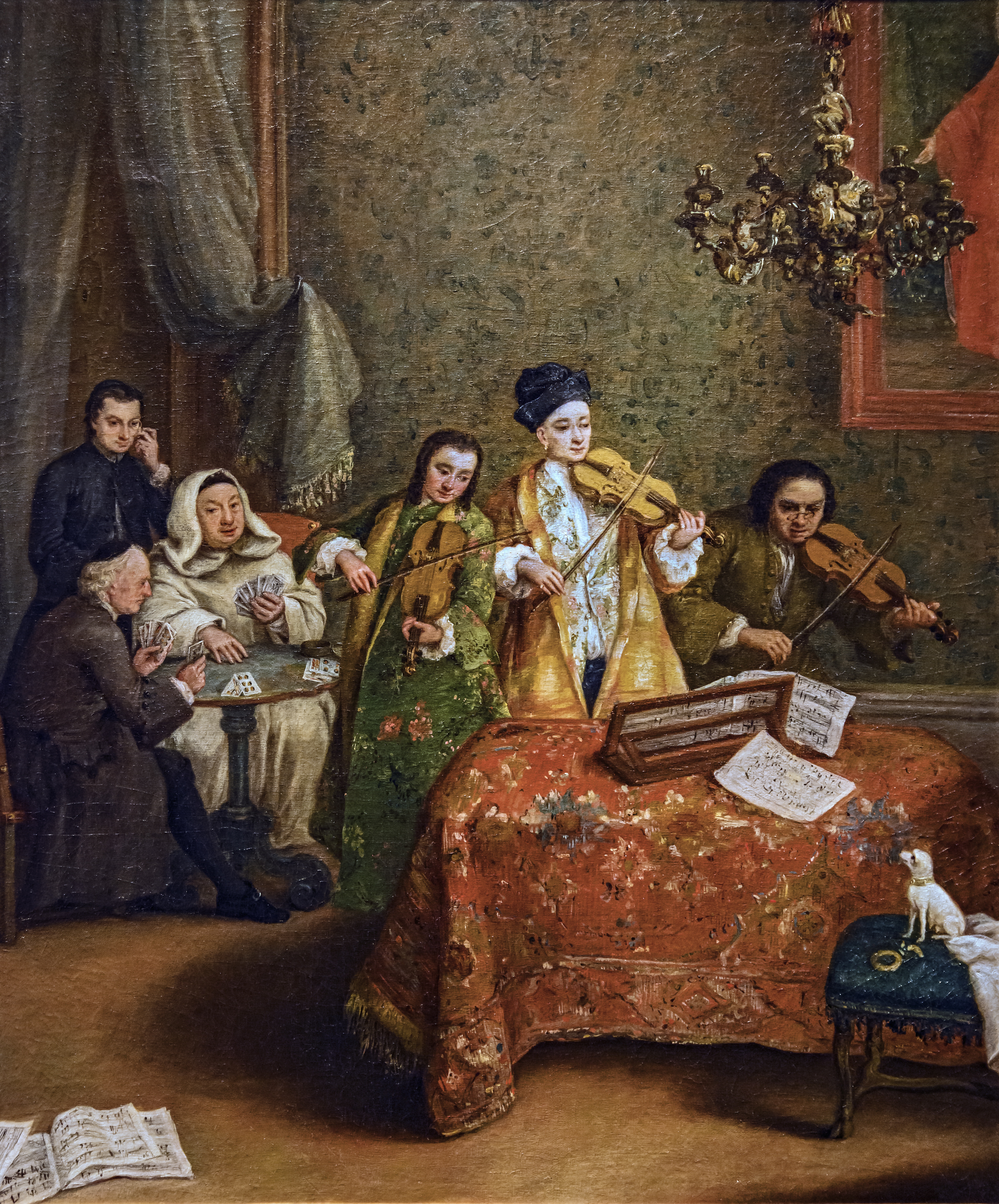
Petit concert, Pietro Longhi.

Cette page concerne l'année 1741 en arts plastiques.

## Événements
- Présentation au Salon de l'Âne chargé de légumes (huile sur toile de Jean-Baptiste Oudry, 48 × 61 cm)

## Naissances
- 7 février : Heinrich Füssli, peintre et critique d'art britannique d'origine suisse († 1825),
- 1er mars : Johann Georg Edlinger, peintre portraitiste autrichien († 15 septembre 1819),
- 20 mars : Jean-Antoine Houdon, sculpteur français († 1828),
- 15 avril : Charles Willson Peale, peintre et naturaliste américain († 22 février 1827),
- 5 mai : Louis-Bernard Coclers, peintre, actif à Liège, à Rome, en Hollande et à Paris († 20 avril 1817),
- 8 mai : Bernardino Nocchi, peintre italien († 27 janvier 1812),
- 14 juillet : Charles-Alexandre-Joseph Caullet, peintre français († 21 mars 1825),
- 2 octobre : Johann Christian von Mannlich, peintre et architecte allemand († 3 janvier 1822),
- 10 octobre : Henri-Joseph Van Blarenberghe, peintre français († 1er décembre 1826),
- 11 octobre : James Barry, peintre britannique († 22 février 1806),
- 30 octobre : Angelica Kauffmann, portraitiste suisse († 5 novembre 1807).
- 21 décembre : Charlotte Eustache Sophie de Fuligny-Damas (marquise de Grollier), peintre française († 1828).
- Date précise non connue :
  - Arnauld-Éloi Gautier-Dagoty, graveur français.

## Décès
- 19 février : Andrea Locatelli, peintre paysagiste italien (° 19 décembre 1695),
- 8 mars : Étienne Jehandier Desrochers, graveur français (° 6 février 1668),
- 17 avril : Onofrio Avellino, peintre baroque italien de l'école napolitaine (° 1674),
- 8 juillet : Pietro Paltronieri, peintre italien de la période baroque tardive (° 1673),
- 2 novembre : Giovanni Antonio Pellegrini, peintre rococo italien (° 29 avril 1675),
- ? :
  - Giacomo Adolfi, peintre baroque italien (° 1682),
  - Giovanni Antonio Capello, peintre baroque italien (° 1669),
  - Giovanni Girolamo Frezza, peintre et graveur italien (° 1659),
  - Sebastiano Galeotti, peintre italien (° 22 décembre 1675).